# Zvezdne steze: Deep Space Nine
Zvezdne steze: Deep Space Nine (v izvirniku: Star Trek: Deep Space Nine, krajšano ST:DS9 ali DS9) je ameriška znanstvenofantastična nanizanka, ki temelji na izvirni nanizanki Zvezdne steze Genea Roddenberryja. Avtorja sta Rick Berman in Michael Piller. Prvič so jo predvajali v letih 1993 do 1999.
Deep Space Nine se od ostalih nanizank v Zvezdnih stezah najbolj razlikuje v tem, da se dogaja na vesoljski postaji z istim imenom, medtem ko se vse ostale dogajajo na vesoljskih ladjah. Zato je dogajanje skozi vseh sedem sezon predvajanja bolj povezano (podobno kot v nadaljevanki), saj se glavni akterji morajo spopadati s težavami iz prejšnjih delov. Prav tako je veliko stranskih likov, ki se pogosteje pojavijo, torej nimajo le epizodnih vlog.

## O nanizanki
Kardasijci so se po večdesetletni zasedbi Badžorja morali zaradi močnega uporniškega gibanja umakniti. Nove baždorske oblasti so prosile za članstvo v Federaciji in pomoč Zvezdne flote pri obnovi in upravljanju bivše kardasijske vesoljske postaje za predelavo rude Terok Nor. Postajo so preimenovali v Deep Space Nine, ki jo sicer upravlja Zvezdna flota, vendar je še vedno v lasti Badžorja. Poveljnik je postal Benjamin Lafayette Sisko, namestnica poveljnika in hkrati častnica za zvezo pa badžorska majorka Kira Nerys.
Kmalu po prihodu nova posadka odkrije stabilno črvino, ki pelje v kvadrant gama. Zaradi tega postane Deep Space Nine ena od najbolj pomembnih prometnih in strateških točk v tem delu galaksije.

## Glavni liki
| ime                      | čin                                                                     | funkcija                                   | igra ga/jo       |
| ------------------------ | ----------------------------------------------------------------------- | ------------------------------------------ | ---------------- |
| Benjamin Lafayette Sisko | poveljnik (Commander), pozneje kapitan (Captain)                        | poveljnik postaje                          | Avery Brooks     |
| Kira Nerys               | Majorka (Major), pozneje polkovnica (Colonel)                           | namestnica poveljnika in častnica za zvezo | Nana Visitor     |
| Worf                     | podpoveljnik (Lieutenant-Commander), pozneje poveljnik (Commander)      | častnik za strateške operacije             | Michael Dorn     |
| Jadzia Dax               | poročnica (Lieutenant), pozneje podpoveljnica (Lieutenant-Commander)    | častnica za znanost                        | Terry Farrell    |
| Ezri Dax                 | praporščakinja (Ensign), pozneje podporočnica (Lieutenant Junior Grade) | svetovalka                                 | Nicole de Boer   |
| Julian Bashir            | podporočnik (Lieutenant Junior Grade), pozneje poročnik (Lieutenant)    | glavni zdravnik                            | Alexander Siddig |
| Miles O'Brien            | višji vodnik (podčastniški čin Senior Chief Petty Officer)              | glavni inženir                             | Colm Meaney      |
| Odo                      | glavni varnostnik (Chief Constable)                                     | vodja varnosti                             | Rene Auberjonois |
| Quark                    | civilist                                                                | podjetnik                                  | Armin Shimerman  |
| Jake Sisko               | civilist                                                                | pisatelj in novinar                        | Cirroc Lofton    |

Glavne teme nanizanke so:
1. Sisko obnovi postajo DS9 in prevzame vlogo »odposlanca«, ki živi v stiku z bajorskimi Preroki, ki živijo v stabilni črvini. Njegova glavna strast je arheologija. Kaže podobno zanimanje za arheologijo, kot je to počel kapitan Jean - Luc Picard v seriji Zvezdne steze: Naslednja generacija. Je tudi ljubitelj bejzbola in kuhanja. Zanimivo pa je, da je črne rase.
2. Kmalu po prehodu skozi črvino se začno navezovanja stikov, najprej samo trgovskih, z rasami na drugi strani črvine. Tam kmalu spoznajo Jem'Hadarje. Ta rasa se razvija izredno hitro in je pravzaprav prava različica Klingoncev v gama kvadrantu. Jem'Hadarje so ustvarili Spreminjevalci. Imajo zelo napredno tehnologijo, katere glavna prednost v bitkah proti Zvezdni floti je onesposobitev vseh energetskih sitemov. To je v bistvu skupina treh ras (Stvarniki oz. Spreminjevalci, Vorta in Jem'Haddar), ki delujejo kot infiltratorji. Njihovo kraljestvo se imenuje Dominion (»latinski izraz za prevlado močnejšega nad šibkejšimi«).
3. Kmalu se stvari zapletejo, saj ima težave tudi Klingonski imperij, ki začasno prekine diplomatske stike s Federacijo. Kmalu po odkritju matičnega planeta Spreminjevalcev, ki živijo v veliki osmozi, se dve močni rasi odpravita proti kvadrantu gama: Kardasijci in Romulanci. Padejo v taktično past, saj nanje prežijo Jem'Hadarji. Izkaže se, da imajo Spreminjevalci izjemno moč regeneracije. Kmalu se zaradi tega incidenta začne vojna med Dominionom in Federacijo. Najprej samo kot zastraševanje in demonstracija moči ter infiltracijo, nato pa spektakularne bitke. Na stran Dominiona prestopijo Kardasijci, pozneje se Dominionu pridružijo še Brini.
4. Kardasija prestopi na stran Federacije, na koncu Dominion vojno izgubi.